# Bolkiah
El sultán Bolkiah fue el quinto sultán de Brunéi. 
Ascendió al trono de Brunéi tras la abdicación de su padre, el sultán Sulaiman. 
Gobernó Brunéi desde 1485 a 1524. Su reinado fue conocido como la Edad de Oro, porque Brunéi pasó a ser la superpotencia del archipiélago malayo. Bajo su reinado, Brunéi prosperó aún más, pero Bolkiah estaba insatisfecho con el progreso de su sultanato. Entonces, dio órdenes a todos sus jefes y ministros para que buscasen nuevas ideas. La influencia de Brunéi durante su reinado, llegó hasta las islas Filipinas.